# Norbello
Norbello – miejscowość i gmina we Włoszech, w regionie Sardynia, w prowincji Oristano.
Według danych na rok 2004 gminę zamieszkiwały 1223 osoby, 47 os./km². Graniczy z Abbasanta, Aidomaggiore, Borore, Ghilarza i Santu Lussurgiu.